# شینتارو آسانوما
شینتارو آسانوما (انگلیسی: Shintarō Asanuma; ۵ ژانویهٔ ۱۹۷۶ – ) فیلم‌نامه‌نویس، صداپیشه، بازیگر، کارگردان نمایش، و طراح اهل ژاپن بود. وی از سال ۱۹۹۹ میلادی تاکنون مشغول فعالیت بوده‌است.